# Alice Gurschner
Alice Gurschner, Pseudonym Paul Althof, (geboren 8. Oktober 1869 als Alice Pollak in Wien, Österreich-Ungarn; gestorben 26. März 1944 ebenda) war eine österreichische Schriftstellerin und Feuilletonistin.

Aufnahme um 1910 von Heinrich Abresch, Bozen

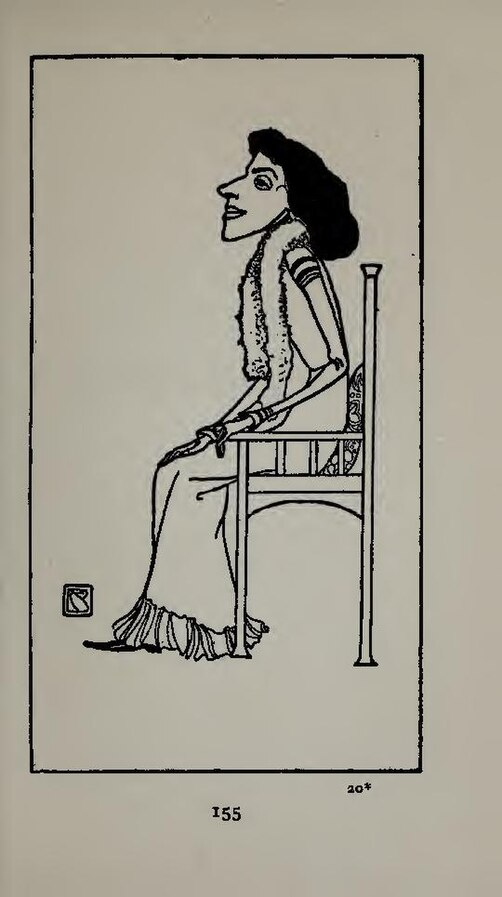
Bertha Czegka (1902)

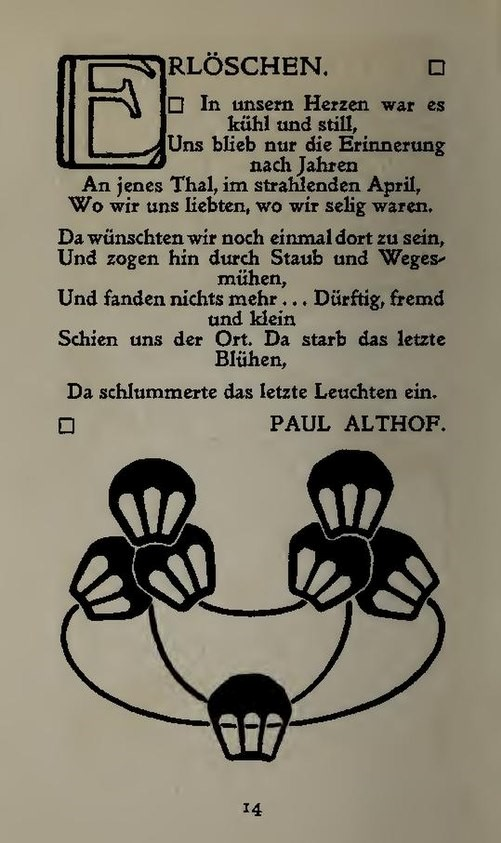
Gedicht in der Anthologie Schwarz auf Weiss. Humor und Satyre beliebter Autoren und Künstler, Leipzig [1902

## Leben
Alice Pollak wuchs als Tochter von Ludwig (Lazar) Pollak und seiner Frau Emma (geb. Gutmann de Gelse) in einem großbürgerlichen jüdischen Elternhaus auf und erhielt Privatunterricht in den gymnasialen Schulfächern, in Musik (Klavier und Geige bei Heinrich von Bocklet) und modernen Sprachen. Sie heiratete 1897 den Bildhauer Gustav Gurschner, Mitbegründer der Wiener Secession, mit dem sie drei Kinder hatte. Nach der Heirat lebten sie zwei Jahre in Paris. Ihre Heirat mit dem katholischen Künstler fand nicht das Plazet ihrer Familie. Nachdem ihr Vater 1905 gestorben war, konvertierte sie zum Katholizismus. Möglicherweise war es ihre bei Kriegsausbruch 1914 dokumentierte patriotische Haltung, die sie nach 1941 vor der Deportation bewahrte.

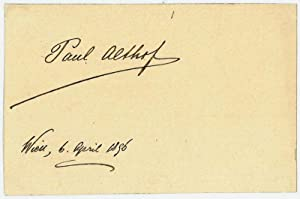
Autograph (1896)

Ihre Gedichte, Erzählungen und Dramen veröffentlichte sie unter dem männlichen Pseudonym Paul Althof. Ihre Feuilletons und andere Texte für Zeitungen und Zeitschriften erschienen nach dem Ersten Weltkrieg vor allem im Neuen Wiener Journal, aber auch im Fremden-Blatt, im Berliner Börsen-Courier etc.
Alice Gurschner war Mitglied im Verein der Schriftstellerinnen und Künstlerinnen in Wien. Ihre Mutter Emma war eine Cousine von Adele Deutsch, der dritten Ehefrau von Johann Strauß, mit dem Alice gemeinsam musiziert hat. Ihr Sohn Harald gründete 1920 gemeinsam mit Olaf Fjord eine Filmproduktionsfirma und war kurzzeitig als Regisseur tätig; später widmete er sich dem Motorradsport. Ihre Tochter Eva Martina war die Ehefrau des Malers und Graphikers Theodor Zeller.

„[…] Gernrode […] behandelt einen Stoff aus germanischer Vorzeit, wobei hauptsächlich die eingeflochtenen Schlachtlieder und Monologe von großer Schönheit und kraftvollem Schwung sind. Das Herrische und Kriegerische überwiegt in dieser Dichternatur, obschon sie auch das Weiche und Träumerische glücklich zum Ausdruck bringt. […] Vom Programm abweichend bildete Lucifer die Schlußnummer. Dies Gedicht bietet dem Autor Gelegenheit zur Entfaltung seiner Kraft, so daß am Ende tosender Beifall erscholl. Niemand würde vermuthen, daß sich hinter dem Pseudonym ‚Paul Althof‘ eine junge Dame verbirgt.“

„[…] Paul Althof, unter welchem Künstlernamen sich eine der feinsinnigsten Dichterinnen unserer Zeit […] verbirgt. In Wien geboren, lebte sie viel in Paris und London und erwarb sich dort jene Menschen-, Fach- und Kunstkenntnisse, welche sie befähigten, nicht nur eine geschätzte Kunstkritikerin von richtigem und wohlwollendem Urteil zu sein, sondern diese Vorzüge auch ihren Arbeiten […] mit wahrem poetischen Talent und graziöser Darstellung zu vereinen.
Als eine moderne Frau im guten Sinne des Wortes trägt sie durch ihre Arbeiten und das Verfilmen mehrerer ihrer Novellen, wie Der Graf von Smola und Der graue Harlekin das Ihrige dazu bei, des Tages Bedürfnis zu sichern, lebt aber doch – wie sie selbst sagt – trotzdem nur ‚ihrem Gatten und Kindern, ihrer Kunst zu fabulieren, ihrer Musik und Bildhauerei, und ihrer Hühnerzucht‘.“

„Drei Häuser […] stellt den Versuch einer Art österreichischen Forsyta-Saga dar: Schicksal und geistiges Klima der Menschen dieses Landes und der Geschöpfe einer gewissen gleichsam heroisch empfindsamen Gesellschaftsschicht in untrennbarer Verbundenheit zu zeigen. Das Dichterische an dieser etwas breiten und bisweilen etwas überempfindsamen Gestaltung seelischer Konflagrationen liegt in dieser scharfen Charakteristik sozusagen des Unscharfen. Mit Liebe wird die gewisse patrizisch heimische Lebensunfähigkeit als ein Positivum behandelt, als ein Positivum zumindest der Seele. Die Autorin gibt mehr an Stimmung als an Schlagkraft, aber diese Stimmung ist von seltenem musikalischem Reiz des Wortes wie des Schweigens.“

## Werke
(ab 1890 alle erschienen unter dem Pseudonym Paul Althof)
- Drei Häuser. Roman aus Alt-Österreich. Europa-Verlag, Wien 1938 (Buchvorschau des Reprints von 2015 bei Google Books)
- Strauß-Konzert im Augarten. Zwei Bilder aus der Jugend des Walzerkönigs. Hörspiel, Wien 1931[8]
- Vor einem Bilde. Gedicht, vertont von A. Albert Noele (Gesangsszene für Sopran und Orchester, 1920)[9][10][11]
- Semiramis. Ein Märchen für Könige. Heller, Wien 1914 (als Fortsetzungsroman in Moderne illustrierte Zeitung für Reise und Sport Nr. 1/1913 bis Nr. 9/1913; Buchvorschau des Reprints von 2015 bei Google Books)
- Der heilige Kuß. Dramatisches Gedicht in drei Aufzügen. Cotta, Stuttgart / Berlin 1911; Textarchiv – Internet Archive.
- Die wunderbare Brücke und andere Geschichten. Cotta, Stuttgart 1908
- Das verlorene Wort. Roman. J. G. Cotta Nachf., Stuttgart & Berlin 1907
- Kunsthyänen. Schauspiel in drei Aufzügen. Bloch, Berlin 1903 (als Manuskript)
- Die schlafende Seele. Kurze Geschichte. Berlin 1900
- Coghetta. Freund & Jeckel, Berlin 1894 (Digitalisat bei Google Books; Volltext bei ngiyaw-ebooks.org)
- Passion. Gedichte. Daberkow’s Verlag, Wien 1897
- Die Asolanen. Ein Heldengedicht aus Venedigs Vorzeit. Daberkow, Wien 1893
- I Pagliacci. Musikalisch-pantomimische Parodie in einem Aufzug. Musik von Richard Haller, 1893[12][13][14]
- Gernrode. Poetische Erzählung aus dem zehnten Jahrhundert. Leipzig 1890 (Buchvorschau des Reprints von 2015 bei Google Books; die ersten zwei Seiten sind fehlerhaft und entstellt)
- Schneeflocken. Märchen. Leipzig 1890[15]
- Les habitants de la fleurette. Erzählung für die Jugend (franz.), 1882